# 中国人民解放军总医院
中国人民解放军总医院，同时称中国人民解放军医学院，是中国人民解放军联勤保障部队直属正军级单位，是中国人民解放军规模最大的综合性医院，中华人民共和国国家重要保健基地之一，负责中共中央、中央军委及其机关各部门医疗保健工作，负责全军各战区、军兵种疾病诊疗，同时收治地方病人。解放军总医院院部1957年以前曾用番号中国人民解放军第三〇一医院。

## 沿革

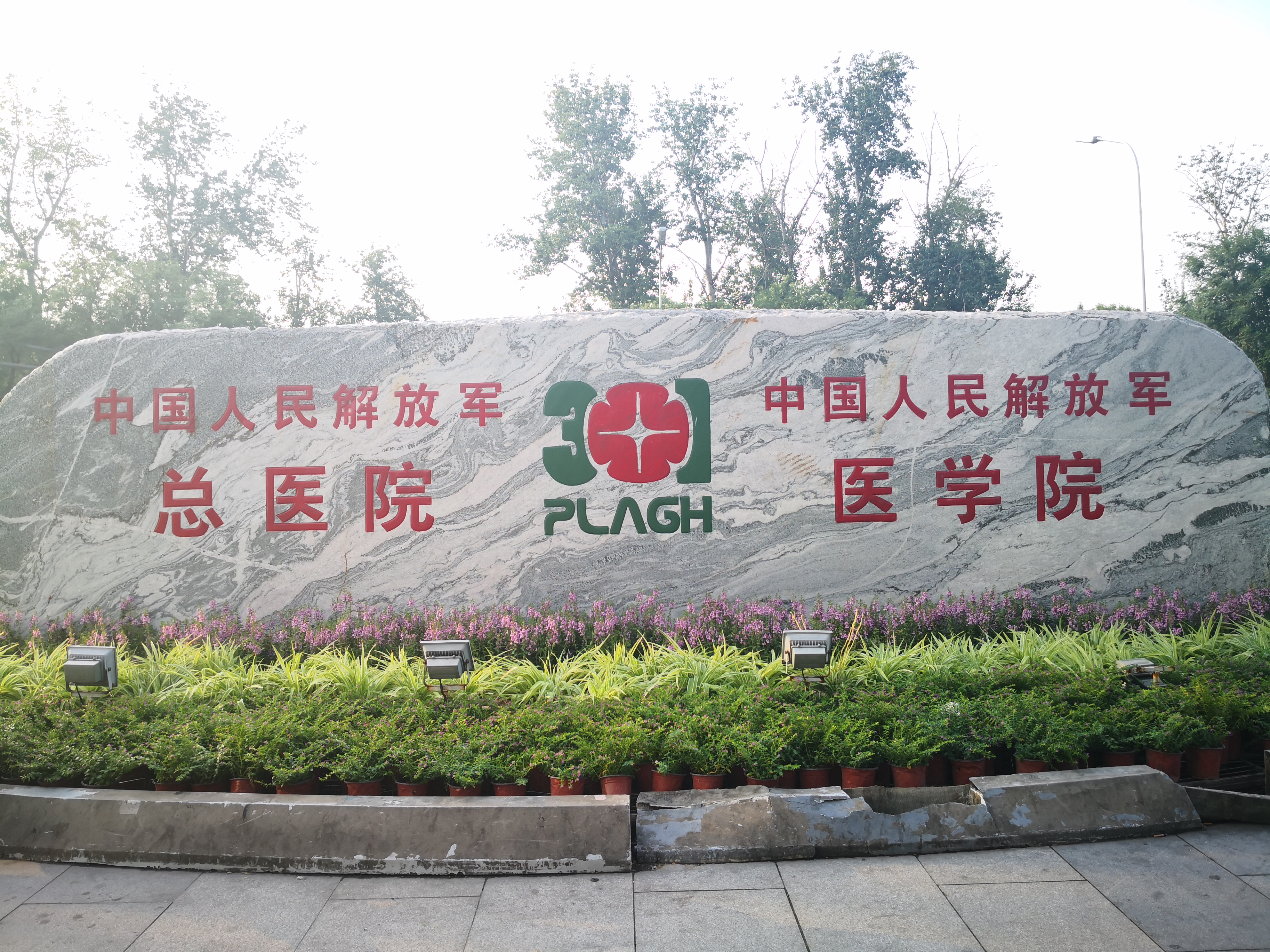
中国人民解放军总医院/医学院

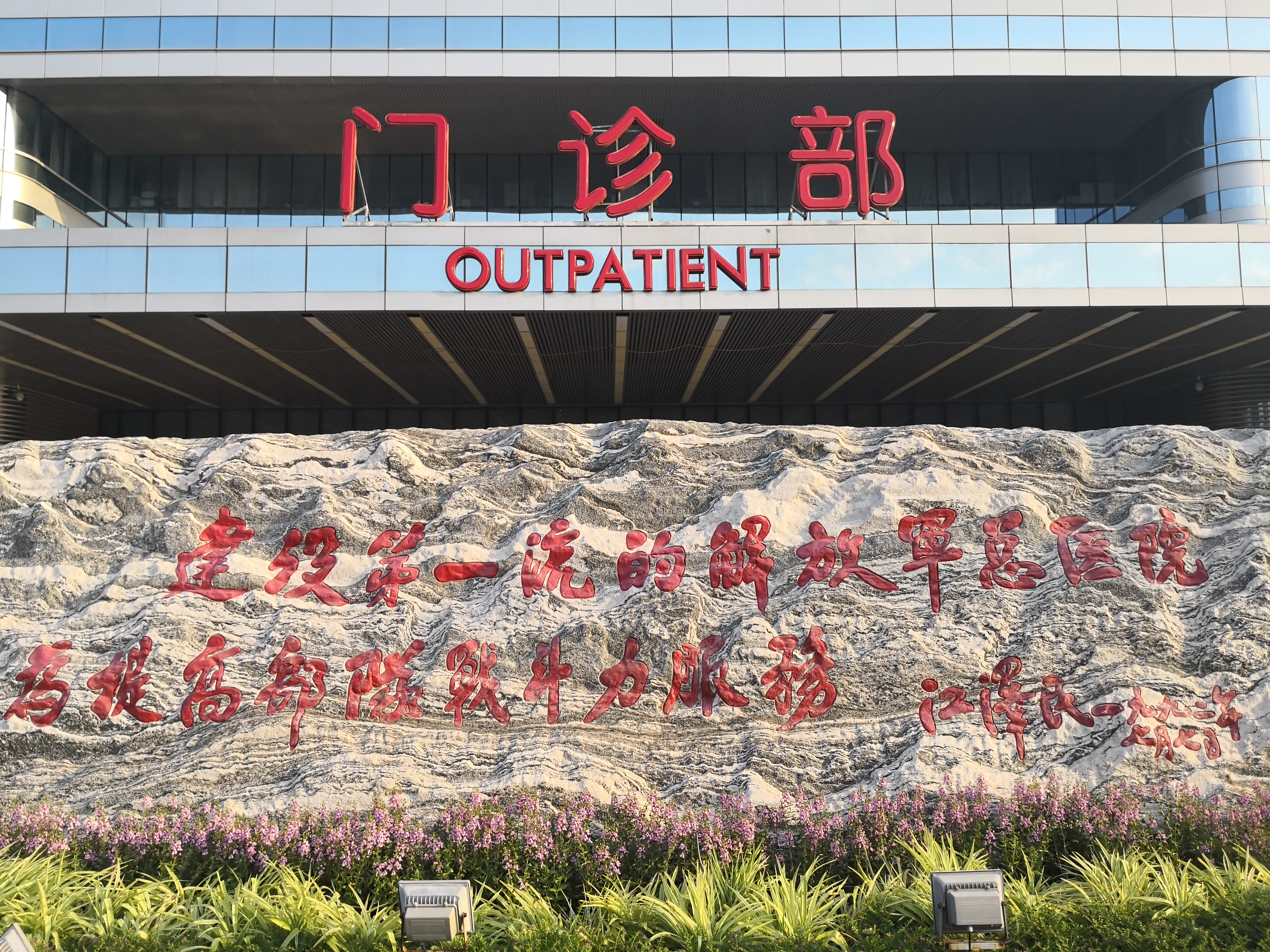
门诊部入口门前的江泽民题字

- 1953年8月，解放军建立中国协和医学院第二临床学院。
- 1953年10月，中国协和医学院第二临床学院分出，改建中国人民解放军军委直属机关医院，由中央军委直属。仅有一栋住院楼和一所门诊，占地面积6万平方米。编制床位的400张。
- 1954年7月，更名中国人民解放军第三〇一医院（三〇一医院）。
- 1954年，中央军委军直护士学校并入，成为三〇一医院附属医务学校。
- 1957年6月，更名中国人民解放军总医院。
- 1958年，创建中国人民解放军军医进修学院（合署）
- 1962年，停办军医进修学院。
- 1977年，解放军总医院（附属医务学校，原中央军委军直护士学校部分）独立，建设中国人民解放军总后勤部军医学校（后来演变为北京军医学院）。
- 1979年，复建中国人民解放军军医进修学院（合署）
- 1984年，解放军总医院对社会群众开放
- 1999年，北京军医学院并入军医进修学院，合署办公。
- 1999年，解放军第三一〇医院并入解放军总医院。
- 2004年，解放军进行第十次大裁军与部队整编，中国人民解放军第三〇四医院、中国人民解放军第三〇九医院并入解放军总医院，成为三〇四临床部、三〇九临床部，对外称解放军总医院第一附属医院、第二附属医院。
- 2005年，撤销北京军医学院。
- 2007年6月16日，解放军总医院与南开大学签署合作协议，挂牌成为“南开大学临床教学医院”[2]。
- 2009年6月22日，解放军总医院第二附属医院（原三〇九医院）分出独立，转属中国人民解放军总参谋部，更名中国人民解放军总参谋部总医院。
- 2012年，与解放军总医院合署办公的军医进修学院改建为“中国人民解放军医学院”。是中国人民解放军总后勤部直属正师级院校，与解放军总医院非同一机构，但合署办公。
- 2015年，解放军医学院被撤销建制，并入解放军总医院，与医院属于“两个名称、同一机构”。原中国人民解放军医学院的教学职能被分散到解放军总医院研究生院以及各科室，医院对外以原中国人民解放军医学院的学校名称继续招收硕士、博士研究生学员与规培生，以及对军队与地方医务人员进行规培与进修[3][4]。
- 2015年12月31日，在深化国防和军队改革中，其上级机构中国人民解放军总后勤部撤销，解放军总医院转隶中央军委后勤保障部[5]。
- 2016年9月13日，中央军委联勤保障部队成立，包括解放军总医院在内的原隶属于后勤保障部队的部分医院，逐批次移交至联勤保障部队。并于2017年8月1日起，统一佩戴联勤保障部队新式胸标、臂章[6]。
- 2018年，原陆军总医院、原海军总医院、原第三〇二医院、原第三〇九医院、军事科学院军事医学研究院原附属医院（原第三〇七医院）、原武警总医院均已由中国人民解放军总医院暂管[7]。2018年11月2日，原解放军总医院院部临床部、南楼临床部及各暂管单位合并组建成新的中国人民解放军总医院，同时称中国人民解放军医学院[1]，下属各单位调整为医学中心、医疗区[8]。原第三〇二医院和原第三〇七医院于2018年11月合并组建中国人民解放军总医院第五医学中心。
- 2024年6月，解放军总医院接收原战略支援部队特色医学中心成为其第九医学中心，因此解放军总医院级别提升，重新成为正军级单位[9]。

## 机构设置

### 医学中心
- 第一医学中心（原解放军总医院院部临床部，院址位于原解放军总医院东院）
- 第二医学中心（原解放军总医院南楼临床部，院址位于原解放军总医院西院，仅对地方省部级以上干部及副军级以上部队干部提供医疗服务）
- 第三医学中心（原武警总医院）
- 第四医学中心（原三〇四医院）
- 第五医学中心（原三〇二医院合并原三〇七医院）
- 第六医学中心（原海军总医院）
- 第七医学中心（原陆军总医院，北京军区总医院）
- 第八医学中心（原三〇九医院）
- 第九医学中心（原战略支援部队特色医学中心，三〇六医院）[9]。

### 医疗区
- 京东医疗区（原二六三医院）
- 京南医疗区
- 京西医疗区（原北京军区总医院京西医院）
- 京北医疗区
- 京中医疗区

### 直属单位
- 医学创新研究部
- 研究生院（对外以解放军医学院名义招生）
- 卫勤训练中心
- 医疗保障中心
- 服务保障中心

### 分院
- 海南医院

## 历任领导
1970年8月，该医院由正师级升格为正军级，2018年降格为副军级，2024年重新成为正军级单位。
| 院长 1. 靳来川（1970年8月—1971年10月） 2. 刘轩亭（1971年12月—1978年5月） 3. 李其华（1978年5月—1984年4月） 4. 刘轩亭（1984年4月—1986年10月） 5. 梁国章 少将（1986年10月—1989年12月） 6. 廖文海 少将（1989年12月—1995年8月） 7. 朱士俊 少将（1995年8月—2004年7月） 8. 秦银河 少将（2004年7月—2009年7月，2007年12月起为总后勤部副部长兼） 9. 李书章 少将（2009年7月—2014年12月） 10. 任国荃 少将（2015年3月—2020年5月，正军级） 11. 徐迪雄 少将（2020年5月—） | 政治委员 1. 蒋汉卿（1970年8月—1975年7月） 2. 白崇友（1975年8月—1980年11月） 3. 李尚武（1978年5月—1983年12月，第二政治委员） 4. 郝德章（1981年12月—1984年12月） 5. 刘轩亭（1986年10月—1988年8月） 6. 梁国章 少将（1989年12月—1996年12月） 7. 范银瑞 少将（1996年12月—2002年12月） 8. 孙思敬 少将（2002年12月—2003年7月） 9. 郭旭恒 少将（2003年11月—2005年12月） 10. 文德功 少将（2005年12月—2010年4月） 11. 阮炳黎 少将（2010年4月—2013年2月） 12. 陶德平 少将（2013年2月—2014年3月） 13. 袁安升 少将（2014年3月—2018年6月） 14. 徐宝龙 少将（2018年6月—2022年8月） 15. 李钊 少将（2022年8月—） |

## 院內出生名人
- 李葉

## 院內逝世名人
- 彭德懷
- 陳毅
- 鄧小平
- 徐才厚
- 楚青
- 钱学森

## 海南医院

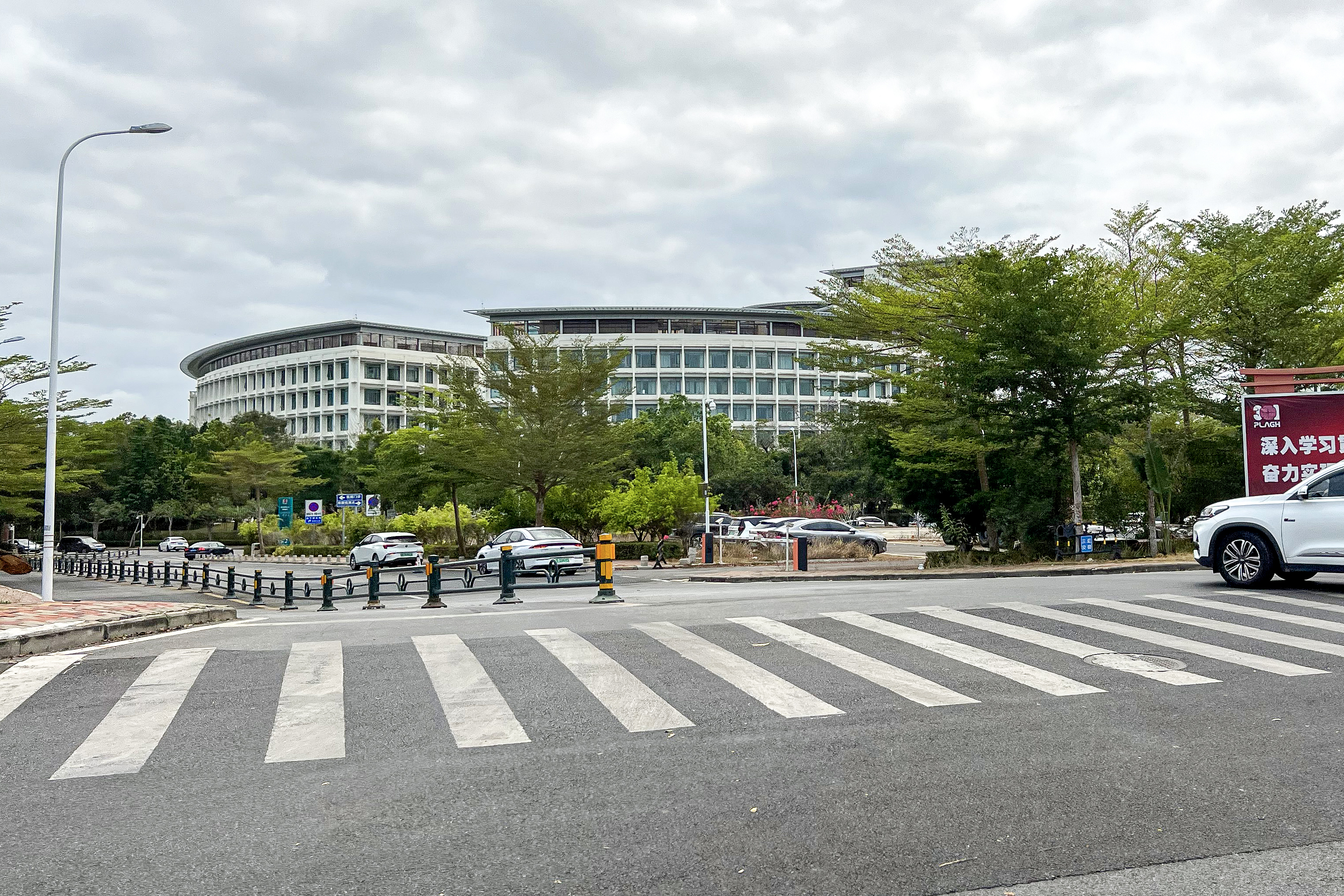
解放军总医院海南医院，设有热带医学研究所

中国人民解放军总医院海南医院，位于海南省三亚市海棠区海棠湾。2011年12月26日试运行，2012年6月9日正式开诊运行。2016年2月，海南分院和三亚市海棠区正式成立医疗联合体。

### 院內逝世
- 陳小魯

## 其他
- 在上海逝世的江泽民、李克强的遗体，在火化前均在解放军总医院第二医学中心太平间内寄存。